# Орлів міст (станція метро)
Орлів міст (болг. Орлов мост) — проміжна станція лінії М3 Софійського метрополітену. Пересадний вузол на станцію Софійського університету «Св. Климента Охридського» Першої лінії. Була відкрита 26 серпня 2020 року у складі першої пускової дільниці Хаджі Димитар — Красне село.

## Конструкція станції
Односклепінна мілкого закладення (глибина закладення — 28 м) з двома береговими прямими платформами.

## Опис
Станція розташована під рогом бул. «Цариградське шосе», бул. «Євлогі» та бул. «Христо Георгієва» поруч з Орлів міст. Станція є однією з трьох пересадних станцій Софійського метрополітену. Через прокладання лінії М3 під тунелями лінії М1 глибина закладення станції становить 28 м. На кожній з платформ станції є два ескалатори та одні сходи на проміжний рівень. Архітектор станції Красен Андрєєв. Архітектурно станція виконана в трьох кольорах — зеленому, помаранчевому і жовтому. На обох кінцях платформ зображені орли зроблені з нержавіючої сталі. Автор роботи — відомий болгарський скульптор Митко Динєв. На станції встановлено прозорі автоматичні платформні ворота заввишки 1,6 м з нержавіючими окантовками і 40-сантиметровими смугами з гладкої нержавіючої сталі внизу.